# Ершова, Галина Гавриловна
Гали́на Гаври́ловна Ершо́ва (род. 17 марта 1955, Москва) — советский и российский историк, антрополог, эпиграфист. Доктор исторических наук (2003), профессор (2005). Руководитель учебно-научного Мезоамериканского центра им. Ю. В. Кнорозова (с 1998), основатель Центра междисциплинарных исследований РГГУ (2013). Специализируется на изучении древних цивилизаций, культур и языков Нового Света; проблемах функциональной асимметрии; теме происхождения религиозного сознания. Занимается мезоамериканскими исследованиями и, в частности, доколумбовой цивилизацией майя; а также религиозными феноменами, в частности руководит проектом исследований «феномена ламы Итигэлова»; занимается теоретическими проблемами цивилизационных процессов. Автор реконструкции системы терминов родства прото-майя, а также теории самоорганизации антропосистемы.

## Биография
Ещё в школе проявила интерес к изучению культур Мезоамерики. Окончила факультет французского языка МГПИИЯ (1978).
С 1983 года участвует и руководит археоэпиграфическими и этнографическими проектами на Дальнем Востоке, Бурятии, в Гватемале, Мексике и США. Кандидат исторических наук (Ленинградское отделение ИЭ АН СССР, 1985), диссертация «Этносемиотический анализ иероглифических текстов майя классического периода» (Ленинградское отделение Института этнографии АН СССР, Кунсткамера). Ученица Ю. В. Кнорозова, известного своими работами по развитию языковой коммуникации и письменности, а также осуществившего дешифровку фонетического иероглифического письма майя.
Докторская диссертация «Духовные представления древних майя» (РГГУ, 2003); бюллетенем ВАК МО РФ (2004, № 1) была отмечена в десятке лучших.
Является автором более 350 научных статей, а также 30 монографий, 9 электронных, посвящённых письменности древних майя, реконструкции системы родства майя, истории и археоастрономии, происхождению религиозного сознания, теории самоорганизации антропосистемы, изложенной в монографии «Асимметрия зеркального мира»(2003). [уточнить] Член Совета при Президенте РФ по науке и образованию с 2017 по 2020.
- Член правления российской «Ассоциации исследователей ибероамериканского мира»;
- Вице-президент Российского общества дружбы, научного, культурного и делового сотрудничества с Мексикой;
- Почётный президент «Санкт-Петербургского Мексиканского Центра»;
- Член Европейского сообщества по изучению астрономии в культуре (с 1996),
- Член латиноамериканского общества астрономии в культуре.
- Член правления итальянского «Центра американистских исследований Circolo Amerindiano» (Перуджа).

- Директор Центра эпиграфики майя им. Кнорозова в Мериде (Centro Knórosov Mérida, Мексика, Patronato CULTUR).
- Директор Центра по изучению майя им. Юрия Кнорозова в Гватемале (CEMYK), расположенного на территории Православного Свято-Троицкого Монастыря Сербского патриархата
- Академический директор Университета Ольги и Мануэля Айяу Кордон, Гватемала. (UOMAC Universidad en Linea)
- Награждена Медалью Юрия Кнорозова (Medalla Yuri Knórosov) Правительства Мексики, Губернатора Юкатана, CULTUR (2014) Большого Ежегодного Фестиваля Майя в Мериде, Юкатан.

Муж — Гильермо Антонио Овандо-Уркису, дочь Анна Овандо-Уркису.

## Книги
- Асимметрия зеркального мира. — М.: РГГУ, 2003. ISBN 5-7281-0495-9
- Древняя Америка: полёт во времени и пространстве. — Т. 1: Мезоамерика. — М.: Алетейа, 2002. — 392 с. — (Сокровенная история цивилизаций). — ISBN 5-89321-092-1.
- Древняя Америка: полёт во времени и пространстве. — Т. 2: Северная Америка. Южная Америка. — М.: Алетейа, 2002. — 392 с. — (Сокровенная история цивилизаций). — ISBN 5-89321-091-3.
- В поисках бессмертия. От египетской Книги Мертвых до феномена Ламы Итигэлова. — М.: ЭКСМО, 2009. — ISBN 978-5-699-29546-3.
- Феномен родства в системе социальной организации древних майя. — М.: РГГУ, 2017. — ISBN 978-5-7281-1896-1.
- Последний гений XX века. Юрий Кнорозов. Судьба ученого. — М.: РГГУ, 2019. — ISBN 978-5-7281-2517-4. (Рецензия Shakko.ru)
- Ершова Г. Г., Кастильо П. Каса-де-лас-Голондринас: самая точная в древнем мире астрономическая карта. — М.: РГГУ, 2023. — ISBN 978-5-7281-3340-7.
- Fray Diego de Landa. Novela biográfica. — Guatemala: ed. ARA, 2024. — ISBN 978-9929-790-83-4.
- Мифы майя. От жертвоприношений и священного какао до книги «Пополь-Вух» и подземного царства Шибальбы. — М.:МИФ, 2025. — ISBN 978-5-00214-884-4.